# Protolampra intensa
Protolampra intensa är en fjärilsart som beskrevs av Turner 1938. Protolampra intensa ingår i släktet Protolampra och familjen nattflyn. Inga underarter finns listade i Catalogue of Life.